# Glutammil-tRNA reduttasi
La glutammil-tRNA reduttasi è un enzima appartenente alla classe delle ossidoreduttasi, che catalizza la seguente reazione:
L-glutammato 1-semialdeide + NADP+ + tRNAGlu ⇄ L-glutammil-tRNAGlu + NADPH + H+
L'enzima è parte del pathway di biosintesi del 5-amminolevulinato a partire da glutammato, noto come pathway C5. Tale via metabolica è utilizzata nella maggior parte degli Eubacteria ed in tutti gli Archaea, alghe e piante. In ogni caso, negli α-proteobatteri, è invece utilizzata la 5-amminolevulinato sintasi, che sintetizza il 5-amminolevulinato a partire da succinil-CoA e glicina. Tale pathway è presente anche nei mitocondri di funghi e animali, organelli che sono infatti ritenuti essere derivati da α-proteobatteri simbiontici. Sebbene le piante superiori non possiedano in genere la 5-amminolevulinato sintasi, il protista Euglena gracilis possiede sia questo enzima che quelli del pathway C5.